# Justyna Budzińska-Tylicka
Justyn Budzińska-Tylicka est une femme politique, médecin et activiste sociale polonaise née le 12 septembre 1867 à Suwałki et morte le 8 avril 1936 à Varsovie.

## Biographie

### Enfance et études
Justyna Budzińska-Tylicka naît le 12 septembre 1867 à Suwałki, dans la voïvodie de Podlachie, en Pologne. Elle est issue d'une famille nombreuse aux traditions patriotiques. Son père, Alfons Budziński, est vétérinaire. Il est exilé en Sibérie pour avoir participé à l'insurrection de Janvier. La mère de Justyna s'occupe de la famille. Malgré la situation financière difficile de la famille, Justyna Budzińska obtient un diplôme de l'un des internats de Varsovie, après quoi elle commence à travailler comme gouvernante pour une famille de la noblesse terrienne en Ukraine.
En 1892, Budzińska part étudier la médecine à Paris. Pendant son séjour à Paris, elle épouse Stanisław Tylicki. Pendant ses études, elle donne naissance à un fils, Stanisław, et quelques années plus tard, à une fille, Wanda. Elle retourne en Pologne à la nouvelle de la révolution russe de 1905, et arrive avec sa famille à Cracovie, puis en 1907 à Varsovie. En 1895, elle adhère à l'Union étrangère des socialistes polonais (pl). En 1918, lors de la pandémie de grippe espagnole, elle perd son fils, après la bataille de Rokitna, à laquelle il participe. Avec le temps, le mariage des Tylickis se brise.

### Carrière de médecin
En 1899, Justyna Budzinska-Tylicka obtient son diplôme de médecine et commence à exercer à Étrépilly, près de Meaux, en région parisienne. Au début de sa carrière, elle se spécialise dans les maladies respiratoires et la tuberculose pulmonaire. Elle s'oriente ensuite vers la gynécologie. Elle combine son activité professionnelle avec des activités sociales pour la protection juridique et médicale de la maternité, le contrôle des naissances, la lutte contre l'alcoolisme et la pauvreté[réf. nécessaire].
Après s'être installée à Varsovie, Budzińska-Tylicka travaille comme médecin à l'hôpital du Saint-Esprit de 1908 à 1916. Elle est active au sein de la Société de la culture polonaise (pl) de 1908 à 1913, de la Société antituberculeuse et de la Société d'hygiène pratique de Bolesław Prus. Pendant la Première Guerre mondiale, elle organise des cours de premiers secours et dirige un hôpital de campagne pour les soldats. Elle dirige également pendant un certain temps l'hôpital militaire de Pułtusk spécialisé dans les maladies infectieuses[réf. nécessaire].
Après la fin de la Première Guerre mondiale, elle dirige son propre cabinet médical à Varsovie, spécialisé dans les maladies respiratoires. Dans les années 1930, elle exerce dans un cabinet situé au 14 rue Godebski à Sadyba,. De 1919 à sa mort, elle est membre de la Société polonaise de médecine sociale (dans les années 1929-1936 - en tant que membre du conseil d'administration de l'organisation). En 1923, elle devient membre du conseil de la première chambre médicale de Varsovie-Bialystok. Dans les années 1929-1931, elle est membre de la Chambre médicale suprême[réf. nécessaire].
Justyna Budzińska-Tylicka est une pionnière dans la promotion de l'hygiène et de la santé des femmes. Entre 1910 et 1912, en tant que médecin et hygiéniste, elle travaille avec le pensionnat de filles Popielewska-Roszkowska à Varsovie. À Varsovie, elle coorganise l'Association des colonies d'été pour les femmes qui travaillent. En 1926, elle fonde l'Association des femmes médecins polonaises et en devient la vice-présidente. En 1931, elle fonde et dirige la première clinique polonaise pour la maternité consciente à Varsovie. Cet hôpital entretient de nombreux contacts internationaux avec des cercles médicaux progressistes et féministes.

### Activités sociales, dans le mouvement féministe et socialiste
Dès son séjour à Paris, elle s'engage dans l'activisme social et dans le mouvement socialiste. Elle est active dans l'association de jeunesse universitaire Spójnia, dont elle est trésorière. Elle établit des contacts avec des militants socialistes (Kazimierz Kelles-Krauz, Bolesław Motz, Stanisław Wojciechowski, Bolesław Limanowski). Elle transporte du papier de soie en Pologne et aide les Polonais qui arrivent de Zurich. En province, elle est active dans la caisse d'aide aux travailleurs et donne des conférences sur la santé et l'hygiène.
Après son retour de Paris en Pologne, Justyna Budzińska-Tylicka s'implique dans l'égalité entre hommes et femmes et le mouvement féministe, collaborant notamment avec Kazimiera Bujwidowa et Maria Turzyma-Wiśniewska. Elle milite au sein de l'Union polonaise pour l'égalité des femmes, sous la direction de Paulina Kuczalska-Reinschmit. Elle participe aux congrès des femmes à Cracovie en 1905 et à Varsovie en 1907. Pendant son séjour de deux ans à Cracovie, elle collabore au magazine Nowe Słowo et est active dans la salle de lecture des femmes - elle prend part à des discussions et présente des documents, participe à des rassemblements organisés par la salle de lecture et les dirige. Elle est active dans la société de garde d'enfants et dans la société de l'école populaire. Deux ans avant le début de la Première Guerre mondiale, elle participe aux activités de la Ligue d'urgence des femmes polonaises.
Justyna Budzińska-Tylicka combine ses connaissances médicales, ses opinions féministes et son expérience d'activiste sociale avec son activité politique. Jeune femme, Budzińska est déjà impliquée dans des activités sociales et éducatives dans les communautés rurales et ouvrières. En Ukraine, elle dirige une école pour les enfants des campagnes. Pendant ses études à Paris, elle s'engage dans l'assistance sociale aux émigrés polonais. À la même époque, elle entre en contact avec le mouvement socialiste. En France, elle œuvre pour l'hygiène et la santé dans les communautés ouvrières. Après la Première Guerre mondiale, elle poursuit ses activités sociales dans de nombreuses sociétés de sobriété, de lutte contre la tuberculose et de promotion de l'hygiène. Pendant une courte période en 1895, elle est membre de la section parisienne de l'Union étrangère des socialistes polonais. Elle utilise le pseudonyme Wisła. Plus tard, elle combine idéologiquement l'activité féministe et la coopération avec le Parti socialiste polonais.
De 1916 à 1921, elle est présidente du Club d'aviron de Varsovie (pl), le premier club sportif polonais exclusivement féminin.

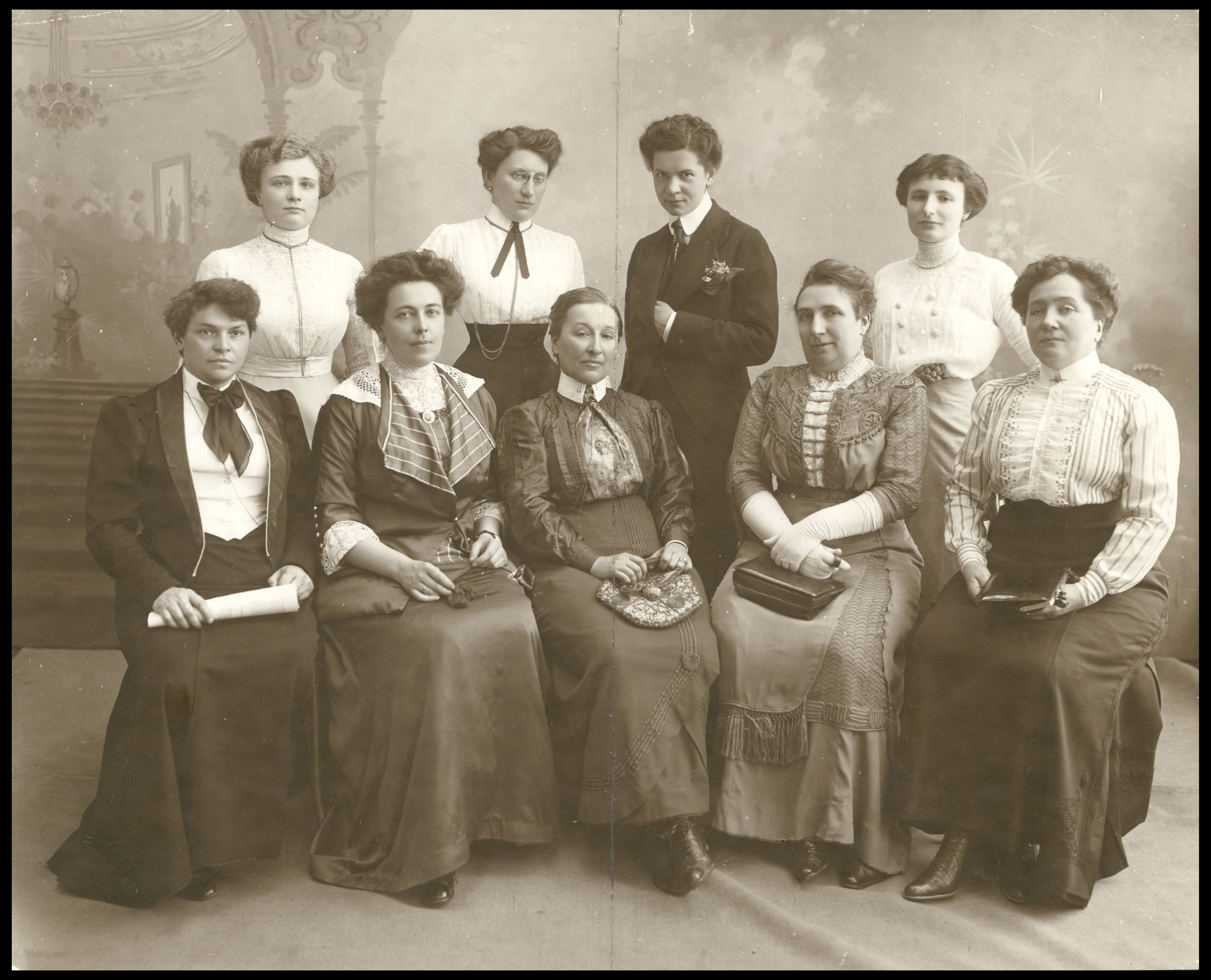
Comité varsovien de l'exposition du travail des femmes polonaises à Prague, 1912. Debout, de gauche à droite : Eugenia Waśniewska, Wanda Stokowska, Wanda Herse, Zofia Tabęcka. Assises de gauche à droite : Justyna Budzińska-Tylicka, Helena Zaborowska, Zofia Stankiewicz, Paulina Dickstein, Maria Papieska.

En 1912, elle est vice-présidente du comité de Varsovie pour l'exposition du travail des femmes polonaises à Prague. En 1917, elle préside le comité d'organisation du deuxième congrès des femmes polonaises à Varsovie, qui se tient les 8 et 9 septembre. À l'issue de ce congrès, elle devient membre du comité exécutif. Elle adresse d'abord une pétition au Conseil de régence polonais, puis au chef de l'État provisoire Józef Piłsudski, en faveur du suffrage féminin.
En 1918, lors du congrès de l'Internationale ouvrière à Bruxelles, la Division des femmes du Parti socialiste polonais est créée au sein du Comité international des femmes socialistes, Justyna Budzińska-Tylicka en devient la vice-présidente. La même année, les autorités de la nouvelle République de Pologne accordent le droit de vote aux femmes. En 1919, avec Teodora Męczkowska et Zofia Daszyńska-Golińska, Budzińska-Tylicka forme le Club politique des femmes progressistes, dont l'objectif est de promouvoir la présence des femmes dans la vie politique. Budzińska-Tylicka prend la présidence du Club. Elle écrit, entre autres, pour Głos Kobiet et Ster.
Parallèlement, le Parti communiste polonais établit une coopération avec l'Alliance internationale pour le suffrage des femmes (IWSA). En 1920, lors du congrès de l'IWSA à Genève, le Parti communiste polonais présente le rapport O stanie sprawy kobiecej w Polsce. Lors du congrès suivant à Rome en 1923, Justyna Budzińska-Tylicka et la princesse Alexandrina Cantacuzino, représentant la Roumanie et proposent de créer une Petite Entente des Femmes (PEF) au sein de l'AISF, ce qui est fait. En 1929, la Convention de la PEF se tient en Pologne. Lors du quatrième congrès de la PEF à Prague en 1927, Justyna Budzińska-Tylicka est élue présidente de la Petite Entente des femmes et le bureau exécutif de l'organisation est transféré à Varsovie.
En 1921, à l'initiative de Budzińska-Tylicka, la Ligue des femmes polonaises pour la paix et la liberté est fondée au sein du Parti communiste polonais en tant que section polonaise de la Ligue internationale des femmes pour la paix et la liberté (WILPF), fondée en 1919. Budzińska-Tylicka participe aux congrès de cette organisation à Vienne (1921), Washington (1924), Innsbruck (1925), Dublin (1926) et Prague (1929). La section polonaise de l'organisation participe à l'établissement d'un dialogue avec les Allemands au sujet de la minorité allemande en Pologne. Budzińska-Tylicka représente la Pologne aux conférences germano-polonaises de Bytom et Katowice en 1927.
Elle est active au sein du centre de conseil en maternité consciente fondé par Tadeusz Boy-Żeleński et Irena Krzywicka, avec Dorota Kłuszyńska et le Dr Herman Rubinraut[réf. nécessaire].
Budzińska-Tylicka s'oppose au gouvernement de Sanation. Pour protester contre le procès de Brest, elle coorganise les manifestations de Centrolew. En 1931, elle est arrêtée par les autorités de Sanation et condamnée à un an de prison, mais la sentence est modifiée en appel. En 1935, elle est l'une des signataires d'un appel demandant la libération des prisonniers politiques et la fermeture de la prison de Bereza Kartuska. Elle reste militante du Parti socialiste polonais jusqu'à sa mort. Elle meurt subitement et ses funérailles à Varsovie deviennent une manifestation du Parti socialiste polonais[réf. nécessaire].
Elle est inhumée avec son fils au cimetière de Powązki à Varsovie (section 183-VI-2).

## Postérité
En 1937, la clinique de maternité consciente de Varsovie est baptisée du nom de Justyna Budzińska-Tylicka.
Dans le quartier Praga-Północ de Varsovie, un complexe d'arrêts de bus Budzińska-Tylicka est situé près de la rue qui porte son nom.
En 2018, le film réalisé par Marta Dzido et Piotr Śliwowski, Siłaczki, est présenté en avant-première. L'une des héroïnes est Budzińska-Tylicka, interprétée par Marta Ojrzyńska.
En 2018, Budzińska-Tylicka est nommée lors du plébiscite pour la Varsovienne du centenaire.